# Фидельман, Александр Петрович
Александр Петрович Фидельман (первоначально Рувим Пейсахович Фидельман; в Германии Александр Фидеман, нем. Alexander Fiedemann; 25 октября 1878, Киев — 28 января 1940, Прага) — русско-немецкий скрипач виртуоз и музыкальный педагог.

## Детство и обучение
В возрасте 6 лет получил свои первые уроки игры на скрипке от своего отца, музыканта-клезмера, смелянского мещанина Пейсаха Пинхасовича Фидельмана (1825—?). Занимаясь со своим отцом, учился так быстро, что уже в возрасте 8 лет впервые выступил на публике в Киеве. В 1887—1891 годах учился в Киевском училище Императорского музыкального общества у Отакара Шевчика. Затем учился в Лейпцигской консерватории у Адольфа Бродского. В 1891—1895 годах вместе с Бродским гастролировал в Америке, в 13 лет выступив в Карнеги-холле. В период обучения у Бродского фактически жил с его семьёй. По словам жены Бродского, «мы не могли расстаться с юным Фидельманом, которого мы вырастили и чьё музыкальное образование не было окончено; так мы взяли его с собой (в Америку)». 

## 1896—1907: Одесса
В 1895 году, после трёх с небольшим лет пребывания в Америке, Бродские с Фидельманом вернулись в Европу. После этого сам Фидельман вернулся в Российскую империю. В 1897—1907 годах Фидельман преподавал в Одесском Музыкальном Училище ИРМО (здесь у него учились, в частности, Миша Эльман, Наум Блиндер, Николай Молдаван, Александр Шайхет) и концертировал как солист. Некоторое время возглавлял струнный квартет Одесского отделения ИРМО, затем его заменил за пультом примариуса Ярослав Коциан.

## 1907—1933: Берлин
В 1907 году Фидельман уехал в Берлин и сменил там фамилию на Фидеман. Как писал Михаил Гольдштейн, «по-немецки Фидельман примерно означает клезмер — скрипач-самоучка. Негоже профессору консерватории иметь такую фамилию. Так Фидельман стал Фидеманом». Впрочем, уже в период своих ранних выступлений в Америке в Карнеги-холле на афишах его фамилия писалась как Fiedemann.
Благодаря помощи Миши Эльмана, его бывшего ученика, Фидемана взяли на работу в Консерваторию Штерна. Здесь он преподавал в 1908—1919 гг., среди его учеников были Тоша Зайдель, Борис Кройт и Рафаэль Хильер. Несмотря на то, что образ жизни Фидемана, увлекавшегося посещением ресторанов, бильярдом, азартными играми и многочисленными любовными приключениями, не располагал к серьёзным педагогическим занятиям, он относился к своим ученикам чутко и с любовью, способствуя развитию их творческой индивидуальности. Одновременно Фидеман руководил струнным квартетом (в котором его ученик Кройт вскоре начал играть на альте).
Рецензии музыкальных критиков были полны хвалебных отзывов о виртуозной игре Фидемана. Так, в одном из концертных обзоров в октябре 1918 года «Новая музыкальная газета» отозвалась о Фидемане как об «одном из первых ныне живущих скрипачей».
20 декабря 1927 году в Берлине, в возрасте 49 лет, Фидеман женился на Фанни Руден (1888, Вильна—1944, Освенцим). Сын Александра от его первого брака умер в раннем возрасте от воспаления лёгких.

## 1933—1940: Прага
В Берлине Александр и Фанни прожили до 1933 года, но после прихода к власти национал-социалистов были вынуждены покинуть страну из-за своего еврейского происхождения. Остаток жизни Фидеман прожил в Праге, в начале 1940 года супруги пыталась перебраться в Америку, но не смогли из-за финансовых трудностей. Александр Фидеман умер 28 января 1940 года и похоронен на Новом Еврейском кладбище (секция 26, ряд 10). Некролог в пражской еврейской газете Jüdisches Nachrichtenblatt 8 марта 1940 года характеризовал Фидемана как любимого ученика Бродского и учителя Эльмана и Зайделя, руководителя одного из лучших в мире квартетов, значительного музыканта и благородного человека.
Жена Фидемана Фанни в 1942 году оказалась в концентрационном лагере Терезин (Transport AAw, no. 538 (03. 08. 1942, Prague -> Terezín)), где пробыла два года, а в 1944 её оттуда отправили в Освенцим (Transport Es, no. 435 (19. 10. 1944, Terezín -> Auschwitz)), где она и погибла.

## Семья
Сестра — Феня Петровна Фидельман (?—1890) была первой женой Льва Моисеевича Чернявского, музыканта из потомственной семьи клезмеров (родственник Льва, Вольф Чернявский, был зятем известнейшего скрипача-клезмера из Бердичева, Иосифа Друкера, известного так же как Стемпеню). У Фени и Льва Чернявских было четверо детей, Евгения, Владимир, Сицилия и Йозеф. Йозеф Чернявский впоследствии также стал известным музыкантом.
Брат — Макс Петрович (Мордко Пейсахович) Фидельман (1879—?) — был музыкальным педагогом, в начале XX века в Одессе он содержал «музыкальные курсы свободного художника М. П. Фидельмана» (по адресу Ришельевская, 17). У него был также братья Зусь Пейсахович Фидельман (1873—?); Бенцион Пейсахович Фидельман (1867—1912). Племянник — Владимир Зусьевич Фидельман (24 января 1902, Одесса — 30 августа 1908, Николаев) .